# Instituto Politécnico de Querche
O Instituto Politécnico de Querche (em russo:  Керченский политехнический колледж, transl. Kerchenskiy politekhnicheskiy kolledj; em ucraniano:  Керченський політехнічний коледж, transl. Kerchensky polotekhnichny koledj) é uma instituição de ensino superior em Querche, Crimeia. O instituto ensina 16 especialidades, e cerca de 300 alunos matriculam-se para o primeiro ano de estudos na faculdade anualmente.

## História
Foi fundada em 1930 como Tekhnikum de Mineração e Metalurgia de Querche (em russo:  Керченский горно-металургичекий тецникум; em ucraniano:  Керченський гірничо-металургійний технікум) para apoiar a Usina de Minério de Ferro de Kamysh-Burun e a Fábrica Metalúrgica Pyotr Voykov. Na época da invasão alemã em 1941, o tekhnikum tinha cerca de mil graduados e foi evacuado para os Urais para mais tarde retornar a Querche em 1945. Posteriormente, preparou vários especialistas para trabalhar em regiões metalúrgicas da Ucrânia e no Ministério soviético da Metalurgia do Ferro, permanecendo como a única instituição de ensino secundário especial na cidade até 1952.
O tekhnikum tornou-se um politécnico em 1990 e em 2011, foi reorganizado no Instituto Politécnico de Querche da Universidade Nacional de Tecnologias Alimentares. Em 11 de abril de 2014, pouco depois da anexação da Crimeia pela Rússia, O instituto foi nacionalizado sob ordem do Conselho de Estado da Crimeia. Em 7 de abril de 2015, o Museu da Glória Militar foi inaugurado no instituto por iniciativa do seu tutor Vitaly Nekrasov. O Tekhnikum de Indústria de Serviços de Querche (estabelecido em 1925) foi fundido com o Instituto Politécnico de Querche em 2016.
Em 17 de outubro de 2018, o instituto foi o local de um assassinato em massa, no qual 21 pessoas foram mortas e 73 ficaram feridas. O assassino cometeu suicídio no local.